# 伊曼紐爾·布爾茨
伊曼紐爾·布爾茨（法語：Emmanuel Bulz，1917年3月20日—1998年11月4日）出生於奧地利的維也納，曾經是法國和盧森堡的猶太教首席拉比。

## 生平
他出生在奧地利的維也納出生，中學時期前往塞爾維亞的貝爾格勒生活，並且在當時完成中等教育，1937年進入法國猶太神學院接受猶太教的拉比訓練，第二次世界大戰期間，他參與法國抵抗運動，戰爭結束之後他前往盧森堡發展，從1958年到1990年，擔任盧森堡的首席拉比。

## 受獎
- 1974年  法國榮譽軍團勳章